# Bérénice se fait couper les cheveux
Bérénice se fait couper les cheveux (Bernice Bobs Her Hair) est une nouvelle de Francis Scott Fitzgerald publiée dans The Saturday Evening Post en 1920, avant de figurer dans le recueil de nouvelles Flappers and Philosophers (1920).

## Résumé
Bérénice, une jeune fille fortunée du Wisconsin rend visite à sa cousine Marjorie pendant le mois d'août. Marjorie est mécontente, car elle estime que Bérénice est un frein à sa vie sociale, puisqu'aucun garçon ne veut danser avec elle.
Peu après son arrivée, Bérénice surprend une conversation entre Marjorie et sa mère. La jeune fille se plaint que Bérénice est socialement inadaptée. Le lendemain matin, Bérénice menace de quitter la ville, mais Marjorie reste campée sur ses positions. Aussi Bérénice n'a-t-elle pas le choix : elle cède et accepte de laisser Marjorie lui enseigner comme devenir une jeune fille en vue. Bérénice apprend comment tenir des conversations intéressantes et comment danser, ou encore flirter avec des garçons, même sans attrait ou inintéressants, simplement pour augmenter son cercle d'influence. 
La nouvelle Bérénice fait bientôt sensation auprès des garçons de la ville, et surtout avec Warren, un garçon d'abord attiré par Marjorie qui le néglige. Quand il devient clair que Warren s'intéresse à Bérénice et délaisse Marjorie, cette dernière en est humiliée. Pour se venger, elle s'arrange pour que Bérénice se fasse couper les cheveux. Les garçons perdent tout intérêt pour elle et Bérénice comprend trop tard qu'elle a été bernée.
Plus tard, la mère de Marjorie souligne avec insistance que la coupe de cheveux de Bérénice, digne de ces nouvelles femmes « libérées », pourrait provoquer un scandale lors de la fête en l'honneur de sa Marjorie. Bérénice décide donc qu'il est préférable qu'elle parte avant le lendemain. Elle fait ses bagages au milieu de la nuit et, une heure avant de prendre le train, elle entre dans la chambre de Marjorie endormie, lui coupe ses deux tresses, et, en chemin vers la gare, les jette sur le porche de Warren.

## Adaptation à la télévision
- 1976 : Bernice Bobs Her Hair, téléfilm américain réalisé par Joan Micklin Silver, avec Shelley Duvall, Veronica Cartwright et Bud Cort